# Quick1
Quick1（クイック・ワン）とは、明星食品から発売されていたカップ麺である。

## 概要
従来、カップタイプのインスタントラーメンは熱湯を注いでからの調理時間に3分から5分を要し、調理時間が待ちきれないというニーズが存在していた。
1982年10月、明星食品はそれに応える商品として、通常の麺と比べて気泡を多くした特殊製法の麺を用い、調理時間を1分に縮めた商品として「QUICK1（クイックワン）」を発売した。味は、しょうゆベースの「ピリッと辛辣中華」、とんこつ風味の「こってりポークブイヨン」、カレー味の「スパイシー印度カレー」の3種類で、辛味を利かせたり濃いめの味付けをした刺激的な風味が特徴であった。後にバーベキュー風味の「バーベキューしょうゆ味」も追加された。発売当初は大反響を得たが、次第に調理時間の短さに起因する欠点の「調理時間直後ではスープが熱すぎる」や「特殊製法の麺が伸びやすい」が露呈し、商品の人気は急速に下降した。さらに、日清食品が当時実用新案権を持っていた「中空保持構造」を明星食品が無断でQUICK1に採用していたことが明らかとなり、1983年1月に訴訟問題へ発展した。その後、伸びにくい麺への改良や味のリニューアルが行われたが、売上は低迷したまま1984年に販売終了となった。
調理時間1分台のカップ麺はQUICK1の終売で一旦途絶えるが、1990年代に入ると「日清ラ王（初代）」（日清食品、1992年 - 2010年）に代表される生タイプ麺のカップラーメン、および「俺の塩」（東洋水産、1997年 - ）に代表される細麺タイプのカップ焼きそばなどが登場したことで、再び実現した。なお、明星食品はQUICK1の販売終了から26年後の2010年に「バリカタ」という商品名の調理時間1分台のカップ麺を発売した（その後、「チョッパヤ」に発展）。
2013年2月18日、主に女性客をターゲットに同社の「チョッパヤ」で培ってきたノウハウを投入し、31年を経て「Quick1（クイック・ワン）」名義で再び発売された。味はチキンコンソメ、ブイヤベース、ミネストローネの3種類が用意されている。なお、2代目Quick1は同年10月1日に2013年度グッドデザイン賞を受賞したが、これは一連の即席麺としては初の受賞となる。
2013年11月4日には男性客をターゲットとした縦型ラージカップの「Quick1 PRIME（クイック・ワン プライム）」シリーズが発売され、2014年2月10日には既存のチキンコンソメ、ブイヤベース、ミネストローネがリニューアル発売されたが、2015年に販売終了となった。

## CM
初代QUICK1発売当時、同窓会という名目で再結成していたザ・タイガースが起用された。『クイズ・ドレミファドン!』（フジテレビ系）等の番組でも大々的に取り上げていた。発売当初のCMでは同窓会期に発表した最後のシングル「銀河旅行」がCM曲として使われた。
2013年にQuick1名義で2代目が再発売された時のCMには、中川翔子が起用された。CM曲はアタックNo.1の替え歌である。